# Хојтсвил (Јута)
Хојтсвил (енгл. Hoytsville) насељено је место без административног статуса у америчкој савезној држави Јута.

## Демографија
По попису из 2010. године број становника је 607.
| Група             | 2000.    | 2010.       |
| Белци             | 0 (0,0%) | 528 (87,0%) |
| Афроамериканци    | 0 (0,0%) | 2 (0,3%)    |
| Азијати           | 0 (0,0%) | 1 (0,2%)    |
| Хиспаноамериканци | 0 (0,0%) | 64 (10,5%)  |
| Укупно            | 0        | 607         |